# Sinularia papillosa
Sinularia papillosa är en korallart som beskrevs av Li Chupu 1982. Sinularia papillosa ingår i släktet Sinularia och familjen läderkoraller. Inga underarter finns listade i Catalogue of Life.